# Narcissus triandrus subsp. capax
Sous-espèce
Classification APG III (2009)
Narcissus triandrus subsp. capax est une sous-espèce de Narcissus endémique de l'archipel des Glénan dans le Finistère en Bretagne.

## Nom vernaculaire
Cette sous-espèce porte, selon les sources, le nom de Narcisse de Glénan, Narcisse des Glénan, ou encore Narcisse des Glénans.
La validité de la sous-espèce Narcissus triandrus subsp. capax ne fait pas l'unanimité, et il n'y aurait que l'espèce Narcissus triandrus qui serait valide.
Dans ses notes de 1908, Rouy expose les différences de synonymie, entre la race N. loiseleurii Rouy, identifiée par lui à N. reflexus Lois., et des sous-espèces appelées N. capax et N. pulchellus.
Les notes de. J. Henriques, Sampaio et Em. Gadeceau ont permis de montrer les grandes analogies sinon l'identité complète du N. reflexus du Nord-Ouest du Portugal, avec la plante des Glénans ; puis Sampaio et Merino ont admis comme Baker en 1886 que N. reflexus Brot., 1804 (nommé à tort N. calathinus par les botanistes portugais et espagnols) ne formait qu'une espèce globale avec N. triandrus L.

## Histoire
En 1803, M. Bonnemaison, un pharmacien de Quimper, découvre un narcisse sur les îles Glénan. Cette découverte attire d’emblée de nombreux scientifiques, intrigués par cette plante à la floraison éphémère.
En 1807, Loiseleur-Deslongchamps décrit à tort une espèce de narcisse (calathinus de Linné) comme provenant des Glénans. En 1810, il distingue une deuxième espèce bien différente (var. B), sous le nom de N. reflexus.

## Localisation

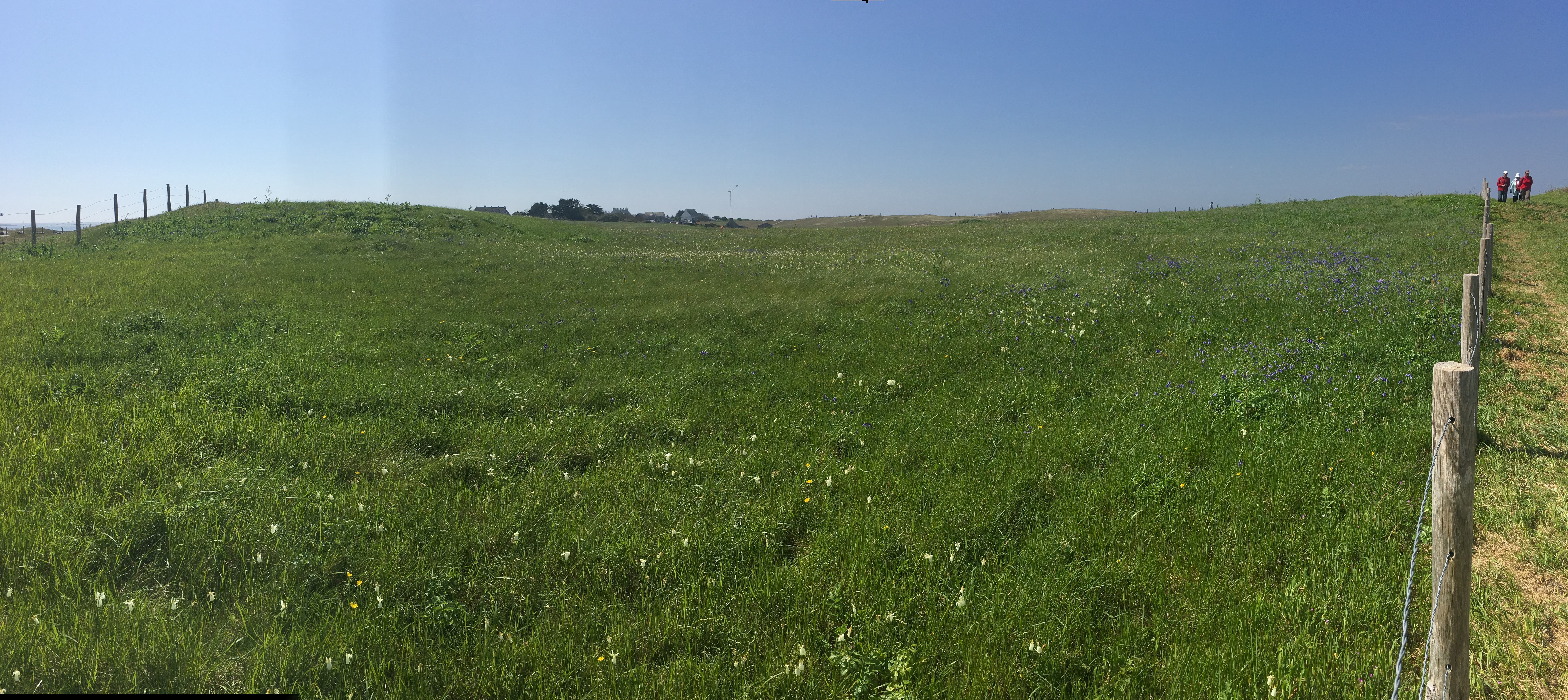
Champ réservé aux narcisses des Glénan sur l'île Saint-Nicolas (Glénan).

Ce narcisse est endémique de l'archipel des Glénan, un archipel breton situé au sud de Fouesnant. Le plus important contingent de narcisses se situe sur île Saint-Nicolas, sur laquelle est implantée une réserve naturelle intégrale. L'importance des populations et la répartition sur les autres îlots sont largement fluctuantes. Des plants ont été localisés aux îlots du Veau et de la Torche (situés à l'Est de l'île Drénec) et à l'île du Loc'h « où quelques pieds ont dû être introduits près de la ferme ». Cependant, l'inventaire réalisé par le Conservatoire botanique de Brest en 1980 n'a pas permis de localiser un seul spécimen sur cette île du Loc'h. Par contre, une population d'environ 300 exemplaires a été observée sur l'île Brunec, au Nord-Est de la maison qui y est construite.

## Description
Narcissus triandus subsp. capax est une bulbifère large de 1,5 à 2 cm, soutenu par une tige subcylindrique, dressée de 15 à 40 cm au-dessus du sol. Elle présente de une à trois feuilles étroites, larges de 2 à 4 mm, souvent arquées ou tortillées, planes en dessus, marquées en dessous de deux nervures formant une carène en gouttière, égalant environ la tige.
Chaque bulbe porte de une à trois fleurs blanc-crème, inodores et longues de 4 à 5 cm, dépassant la spathe. Les fleurs présentent une trompette centrale que l'on nomme coronule. La floraison dure généralement tout le mois d'avril.

## Reproduction
Le narcisse des Glénans est une amaryllidacée qui se reproduit quasiment exclusivement par dissémination, de mi-mai à mi-juin, de ses graines, qui mettent trois ans à former un bulbe. Durant tout le 19e siècle, de nombreux amateurs se préoccupent de sa culture horticole. Malgré les bulbes arrachés aux îles par "dizaine de mille", ils arrivent difficilement à acclimater le narcisse des Glénan dans leurs jardins, à Quimper, Brest, Nantes et ailleurs. La difficulté étant que ce narcisse ne forme pas de bulbilles mais se reproduit presque exclusivement par graines "qu'il fournit en abondance". La floraison s'effectue entre les quatrièmes et sixièmes années, après quoi la plante entame sa phase de dégénérescence.

## Protection
Dès le début du XXe siècle, divers botanistes soulignent les menaces qui pèsent sur cette plante « appelée à disparaître » (Chevalier 1924).; un projet d'introduction du narcisse sur l'île Cigogne est même déposé auprès du ministère de l'instruction publique. Le développement du tourisme, et donc la fréquentation accrue des îles des Glénan, constitue notamment une menace pour la station de narcisse, en plus de la végétation "concurrente" et des animaux. 
Inscrite au Livre rouge de la flore menacée de France, où elle est classée dans la catégorie vulnérable, cette sous-espèce fait partie de la liste des espèces végétales protégées sur l'ensemble du territoire français métropolitain depuis 1982. Elle figure à l'annexe II de la directive européenne habitats Faune-Flore de 1992 et à l'annexe I de la Convention de Berne.
Alors qu'il ne subsiste à cette époque que 300 pieds de l'espèce endémique, une réserve naturelle de 1,5 hectare est créée en 1974, gérée par Bretagne vivante, société pour l'étude et la protection de la nature. Cette réserve naturelle nationale de Saint-Nicolas des Glénan a permis d'éviter in extremis l'extinction probable de l'espèce. Impliqué dès 1980 dans la sauvegarde du narcisse des Glénan et dans sa gestion conservatoire, le conservatoire botanique de Brest est impliqué dans des actions in situ, menées sur le terrain, et ex situ, en culture ou en laboratoire (des graines sont conservées au congélateur à Brest). Dès 1985, il est apparu que la gestion conservatoire ne pouvait réussir qu'à travers une approche globale dont l'objectif essentiel serait la restauration de l'habitat originel de cette plante puis l'entretien d'un périmètre de protection. Le 31 janvier 1986, une convention quadripartie est signée entre l'État, la commune de Fouesnant, la SEPNB et le Conseil général afin de fixer la nature de la mission de gestion-conservation confiée à la SEPNB Bretagne vivante.